# Tetranychus gladioli
Tetranychus gladioli är en spindeldjursart som beskrevs av Livshits och P. Mitrofanov 1980. Tetranychus gladioli ingår i släktet Tetranychus och familjen Tetranychidae. Inga underarter finns listade i Catalogue of Life.